# Helyettesítő karakter
A helyettesítő karakter vagy joker karakter (wildcard) általában egy karakterlánc egy vagy több betűjét helyettesítheti. A több karaktert helyettesítő wildcardot globális helyettesítő karakternek is nevezik.

## Távközlés
- A rövidhullámú digitális rádiózásban az automatikus összeköttetés-felvétel során a „?” joker karakter az alkalmazott 36 karakter (az angol ábécé nagybetű A-tól Z-ig és a 0-9 számjegyek) bármelyikét helyettesítheti.

## Informatika

### Fájlok és könyvtárak
A CP/M, a DOS, a Microsoft Windows és a Unix-szerű operációs rendszereken fájlnevek vagy útvonalak meghatározásakor a csillag karakter („*”) nulla vagy több karaktert, a kérdőjel („?”) pontosan egy karaktert (más implementációkban legfeljebb 1 karaktert) helyettesít.
Unix rendszerhéjakban és a  Windows PowerShellben a szögletes zárójelek („[” és „]”) között karaktertartomány(oka)t lehet megadni. Például az [A-Za-z] az angol ábécé egyetlen kis- vagy nagybetűje helyett állhat. A Unix rendszerhéjak megengedik a karakterek negálását (azaz a komplementer halmaz képzését) a kifejezés elé írt „!”-lel. A helyettesítő karakterek több fájlra vagy útvonalra való behelyettesítését, tehát az állománynév-illesztést idegen szóval „glob expansion”-nek vagy globbingnak nevezik.
Microsoft DOS-verziókban az eleve kevéssé következetes CP/M-mel való kompatibilitás, illetve a későbbi Windowsokban a DOS és a megelőző Windows rendszerekkel való visszamenőleges kompatibilitás igénye, továbbá a rövid és hosszú fájlnevek összevont kezelése miatt a helyettesítő karakterek viselkedése néhány nagyon furcsa, az intuíciónak ellentmondó helyi sajátosságot mutat (pl. DOS alatt *.* használata).

### Adatbázisok
Az SQL-ben a LIKE kifejezésekben használhatók helyettesítő karakterek. Itt aláhúzásjel (_) helyettesít egyetlen karaktert, a százalékjel (%) pedig akárhány karakter helyett állhat.
A Transact-SQL támogatja továbbá a szögletes zárójeleket („[” és „]”) halmazok és karakterintervallumok megadásához, itt a kifejezés elején lévő ^ a zárójeleken belül nem felsorolt karaktereket találja meg. A Microsoft Accessben a megszokott DOS-os módon működnek a LIKE kifejezésekben a wildcardok: a csillagjel (*) nulla vagy több, a kérdőjel (?) egyetlen karaktert helyettesít.
| Típus               | akárhány karakter | pontosan egy karakter | pontosan egy szám | különleges karakter                                         |
| ------------------- | ----------------- | --------------------- | ----------------- | ----------------------------------------------------------- |
| SQL (LIKE)          | %, *(Access)      | _, ?(Access)          |                   | % helyett [%], _ helyett [_], [ helyett [[], ] helyett [[]] |
| SAP (CP, NP, SE16)  | *                 | +                     |                   | * helyett #*, + helyett #+, # helyett ##                    |
| Reguláris kifejezés | .*                | .                     | \d                | Lásd a vonatkozó szócikket                                  |

### Reguláris kifejezések
A reguláris kifejezésekben a pont (.) helyettesít egyetlen karaktert. A csillag műveleti jellel kombinálva (.*) akárhány karaktert helyettesít.

### Egyéb
Az internetes Domain Name System ismeri a wildcard DNS rekord (pl. *.example.com) fogalmát.

## Fordítás
- Ez a szócikk részben vagy egészben a Wildcard character című angol Wikipédia-szócikk ezen változatának fordításán alapul.  Az eredeti cikk szerkesztőit annak laptörténete sorolja fel. Ez a jelzés csupán a megfogalmazás eredetét és a szerzői jogokat jelzi, nem szolgál a cikkben szereplő információk forrásmegjelöléseként.